# Sándor László (zeneszerző)
Sándor László (Budapest, 1975. augusztus 13. –) Istvánffy Benedek-díjas magyar zeneszerző, a Liszt Ferenc Zeneművészeti Egyetem Doktori Iskolájának oktatója.

## Tanulmányai
Zenész tanulmányait hegedűsként kezdte, a Bartók Béla Zeneművészeti Szakközépiskolában Petőfi Erika, a Liszt Ferenc Zeneművészeti Főiskola Tanárképző Intézetében Gózon Kinga volt a hegedűtanára. A főiskola évei alatt és még hosszú ideig utána is autodidakta módon foglalkozott zeneszerzéssel. 2012-ben, 37 évesen iratkozott be a Zeneakadémia zeneszerzés MA szakára Jeney Zoltán osztályába (tanárai: Jeney Zoltán, Wilheim András, Földes Imre, Dukay Barnabás, Szigetvári Andrea, Vidovszky László, Kamp Salamon), majd 2014-ben lett a Doktori Iskola hallgatója úgyszintén zeneszerzés programon. Disszertációját 2021. június 22-én védte meg summa cum laude minősítéssel. Doktori értekezésének címe: „Du Fay: Nuper rosarum flores. Szellemi áramlatok találkozása a késő középkor zeneesztétikájában.”

## Életpályája, tevékenysége
Sándor László 1998-ban szerzett hegedűtanári diplomát kamaraművészi minősítéssel, a főiskola befejeztével ugyanakkor nem tanárként, hanem zenekari hegedűsként kezdett dolgozni. Alapító tagja a Danubia Ifjúsági Zenekarnak – mai nevén Danubia Zenekar – ahol 20 évig működött hegedűsként, később művészeti tanácsadóként is. Ez utóbbi feladatkörében többek között kamarakoncerteket szervezett a zenekar művészeinek közreműködésével, ezek között kortárs koncertek, illetve korabeli hangszereken megszólaltatott barokk koncertek is részt kaptak. Ebben az időben komponált kamaraműveit is főként a Danubia művészei mutatták be. Hat évig dolgozott a Matáv, később Telekom Zenekarban is – ma Concerto Budapest.
2005-ben – ekkor még autodidakta zeneszerzőként – megnyerte a Pannon Filharmonikusok által rendezett József Attila zeneszerzőversenyt Felhők című szimfonikus művével. Ugyancsak a Danubia Zenekar művészei mutatták be Lebegés című ensemble-darabját, mely jelenleg műjegyzékének első opusza. 2013-ban Fanfárjával indult a felújított Zeneakadémia megnyitó ünnepsége a szerző vezényletével.  A 2015-ben Tallinnban rendezett Rostrum of Composers nemzetközi kortárszenei seregszemlén az első 10 közé választotta és nemzetközi rádió-sugárzásra javasolta Et transfiguratus est c. zenekari művét a zsűri. 2011-től négy alkalommal is döntőse volt az Új Magyar Zenei Fórum versenyeknek.
Darabjai rendszeresen szólalnak meg Budapest kortárszenei rendezvényein, illetve koncerttermeiben. Mind előadóként, mind szerzőként gyakori résztvevője a CentriFUGA kortársszenei koncertsorozatnak. 2018 óta két kollégájával, Balogh Mátéval és Tornyai Péterrel immár hagyományszerűen rendeznek szerzői esteket a BMC könyvtárában minden év februárja-márciusa környékén.
Doktori kutatása során került kapcsolatba a késő középkor egyházi zenéjével, mely témában rendszeresen publikál cikkeket a Parlando folyóiratban. Írása jelent meg továbbá a Magyar Tudomány 2022/3. számában is. Guillaume Du Fay és kora művészetéről rendszeresen tart előadásokat a BMC könyvtárában, a Nagykovácsi Öregiskola és Könyvtárban, illetve egyéb budapesti és vidéki helyszíneken. Meghívott előadóként tartott kurzusokat a Pécsi Tudományegyetem Művészeti Karán, valamint a Pázmány Péter Katolikus Egyetemen. Jelenleg a Liszt Ferenc Zeneművészeti Egyetem Doktori Iskolájában zajlanak kurzusai. 2019-ben ÚNKP ösztöndíjas volt, 2022-ben pedig az MMA művészeti ösztöndíját nyerte el.
Alkotói esztétikájának középpontjában a spirituális szimbólumok, az egyházzenei kapcsolódások, a keresztény misztika, a népi szimbolika és a természet állnak.

## Magánélete
2002 óta nős, feleségével Nagykovácsiban élnek, öt gyermekük van.

## Főbb szerzői estjei
- 2017-01-13: „Ágak” – szerzői est – Ludwig Múzeum
- 2017-03-19: „Cantus Borealis” – szerzői est – Zeneakadémia X. terem
- 2018-12-16: „Fracta Natura” – előadás és szerzői est – FUGA Budapest Építészeti Központ
- 2021-06-21: DLA zárókoncert – Zeneakadémia Nagyterem
- 2022-05-18: Szerzői est a Párbeszéd Házában

## Fontosabb előadások
- 2015-02-21 – Hallható virágok – előadás és szerzői est – BMC könyvtár
- 2018 ősz – Párhuzamos életutak; Du Fay és Bach – előadás-sorozat – BMC könyvtár
- 2019 ősz – A  zene három természete – előadás-sorozat – BMC könyvtár
- 2021-09-19 – FUGA Nyári Iskola 14. rész – Du Fay: Balsamus et munda cera – videó előadás
- 2021 ősz – Du Fay és kora; Fejezetek a napfényes középkor zenéjéből – 3 előadás a Nagykovácsi Öregiskola és Könyvtárban
- 2023 ősz – Bach ismeretlen arcai – 3 előadás a Nagykovácsi Öregiskola és Könyvtárban
- 2024-03-27 – Sárkányok,     angyalok, lovagok – előadás – Hegyvidék Kulturális Központ

## Fontosabb írások
- Ki szemlélődése tárgyában elmerülve megpihen; a személyesség nyomai Du Fay Ave regina caelorum-kompozícióiban – tanulmány
- Motetta a templomban, templom a motettában – cikk; megjelent: Magyar Tudomány 2022/3.
- Du Fay  Anima mea liquefacta est; Du Fay Mária-cantilenái és a kontempláció – cikk; megjelent: Parlando 2023/3.
- Szimbolizmus Du Fay korai Mária-motettáiban – cikk; megjelent: Parlando 2023/4.
- Du Fay Ecclesiae militantis; Egy motetta fiziognómiája – cikk; megjelent: Parlando 2023/6.
- Du Fay: Balsamus et munda cera – cikk; megjelent: Parlando 2024/3.
- Du Fay motettáinak modern feldolgozási kérdéseiről – cikk; megjelent: Parlando 2024/5.

## Díjak, elismerések
- 2005 – József Attila zeneszerzői verseny: I. díj
- 2008 – Istvánffy Benedek díj
- 2013 – Duna Szimfonikusok pályázata – díjnyertes mű
- 2013 – Új Magyar Zenei Fórum – zeneszerző verseny: nagyzenekari kategória III. díj
- 2015 – International Rostrum of Composers – Tallinn – első 10-ben
- 2015 – Új Magyar Zenei Fórum – zeneszerző verseny: kamarazenekari kategória megosztott III. díj
- 2017 – Új Magyar Zenei Fórum – zeneszerző verseny: kamara kategória III. díj

## Interjúk
- „A zeném vonzódik a szakrális tartalmakhoz” – A PRAE körkérdése zeneszerzőkhöz – Sándor László válaszol; Készítette: Weber Kristóf, megjelent: PRAE.HU – 2022-10-11
- „Szeretnék az életemnek alanya lenni, nem pedig tárgya” – Szász Emese interjúja; megjelent: BMC – 2021-06-29
- „Az ihlet spontán, kegyelmi állapot” – A Fidelio magazinban megjelent interjú; 2013-12-29

## További linkek
- Sándor László honlapja
- Részletes műjegyzék
- Editio Musica Budapest
- Budapest Music Center
- YouTube
- SoundCloud